# 平山藤次郎

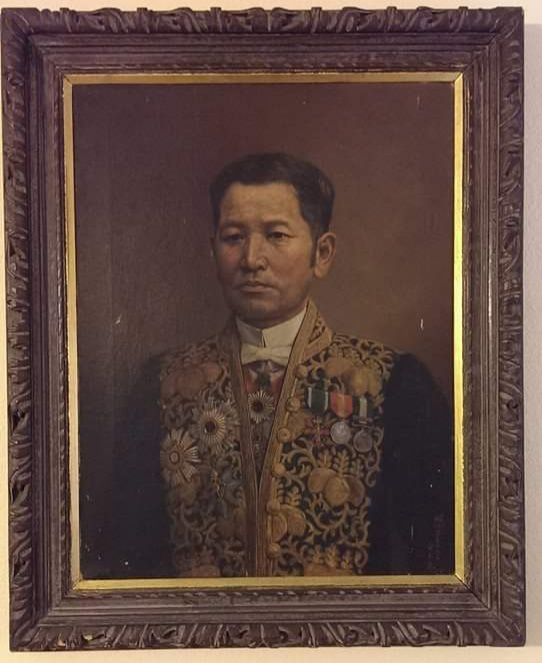
Tojiro Hirayama. Picture from his grand daughter's home.

平山 藤次郎（ひらやま とうじろう、1851年9月10日（嘉永4年8月15日） - 1910年（明治43年）5月11日）は、日本の海軍軍人。最終階級は海軍大佐。商船学校長。

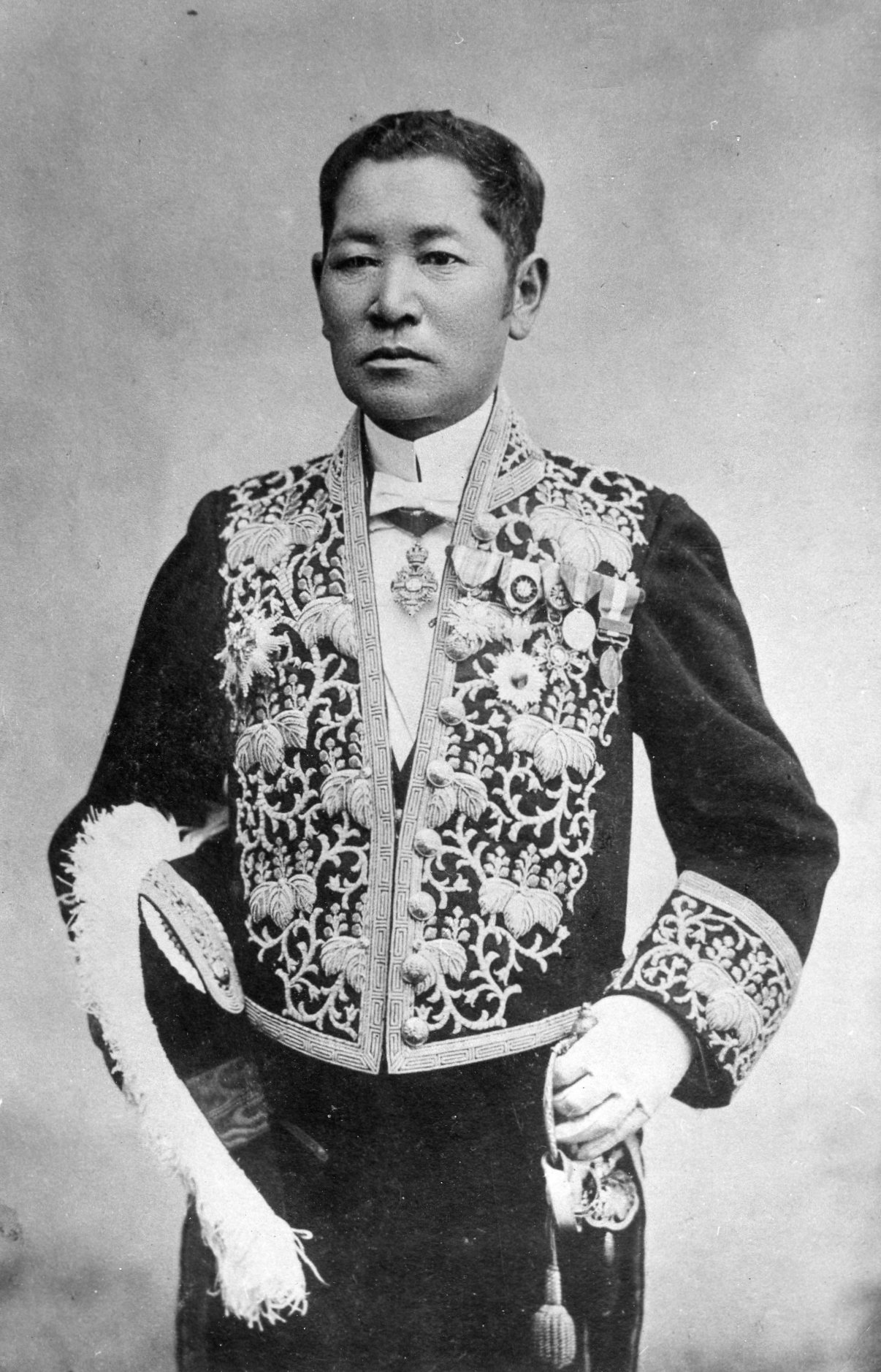
平山藤次郎

## 経歴
阿波徳島藩士。江戸三田小山の藩邸に生まれる。慶應義塾に学び後に攻玉社に移り、1870年（明治3年）海軍兵学寮（1期）に入学。 1期生は平山と森又七郎の2人だけだった。1873年（明治6年）頃に卒業して少尉補に任ぜられた。
同年より清国航海。1874年（明治7年）少尉に進み筑波に乗船し台湾、清、サンフランシスコ及びハワイ等に就航し、また日本環海を成した。西南戦争で功あり、太政官より金五十円を下賜される。その後オーストラリアに赴き帰朝後中尉へと進み、1883年（明治16年）に大尉、1885年（明治18年）に少佐、1889年（明治22年）大佐へと昇進した。「乾行」乗組兼兵学校勤務の後、摂津艦艦長、「筑波」艦長、「天城」艦長、「葛城」艦長を経て、日清戦争で「八重山」艦長などをつとめる。
1895年（明治28年）10月、日本領となった台湾において、抵抗した中国人がイギリス商船「テールス号」に逃げたため、「八重山」がこれを追跡して臨検を行うという事件が起きた。これが公海上で行われたことからイギリスから抗議を受け、外務省は海軍に対して責任者の処罰を要求した。その結果、艦長の平山と上司の常備艦隊司令長官・有地品之允海軍中将を予備役に編入することで解決が図られた。
1896年（明治29年）商船学校長。1905年（明治38年）10月19日、後備役となり、1909年（明治42年）8月15日に退役した。

## 栄典・授章・授賞
位階
- 1885年（明治18年）9月16日 - 従六位[6]
- 1891年（明治24年）12月16日 - 従五位[7]
- 1897年（明治30年）8月20日 - 正五位[8]
- 1903年（明治36年）7月10日 - 従四位[9]
- 1908年（明治41年）8月20日 - 正四位[10]
- 1910年（明治43年）5月11日 - 従三位[11]

勲章等
- 1887年（明治20年）5月27日 - 勲六等単光旭日章[12]
- 1890年（明治23年）11月27日 - 勲五等瑞宝章[13]
- 1894年（明治27年）11月24日 - 勲四等瑞宝章[14]
- 1895年（明治28年）
  - 9月27日 - 旭日小綬章・功四級金鵄勲章[15]
  - 11月18日 - 明治二十七八年従軍記章[16]
- 1900年（明治33年）6月30日 - 勲三等瑞宝章[17]
- 1908年（明治41年）6月25日 - 勲二等瑞宝章[18]
- 1910年（明治43年）5月11日 - 旭日重光章[19]

外国勲章佩用允許
- 1894年（明治27年）2月20日 - オーストリア＝ハンガリー帝国：星章飾付フランソワジョゼフ第二等勲章[20]